# Crocothemis erythraea
Libellule écarlate, Crocothémis écarlate
Espèce
Statut de conservation UICN

 LC  : Préoccupation mineure

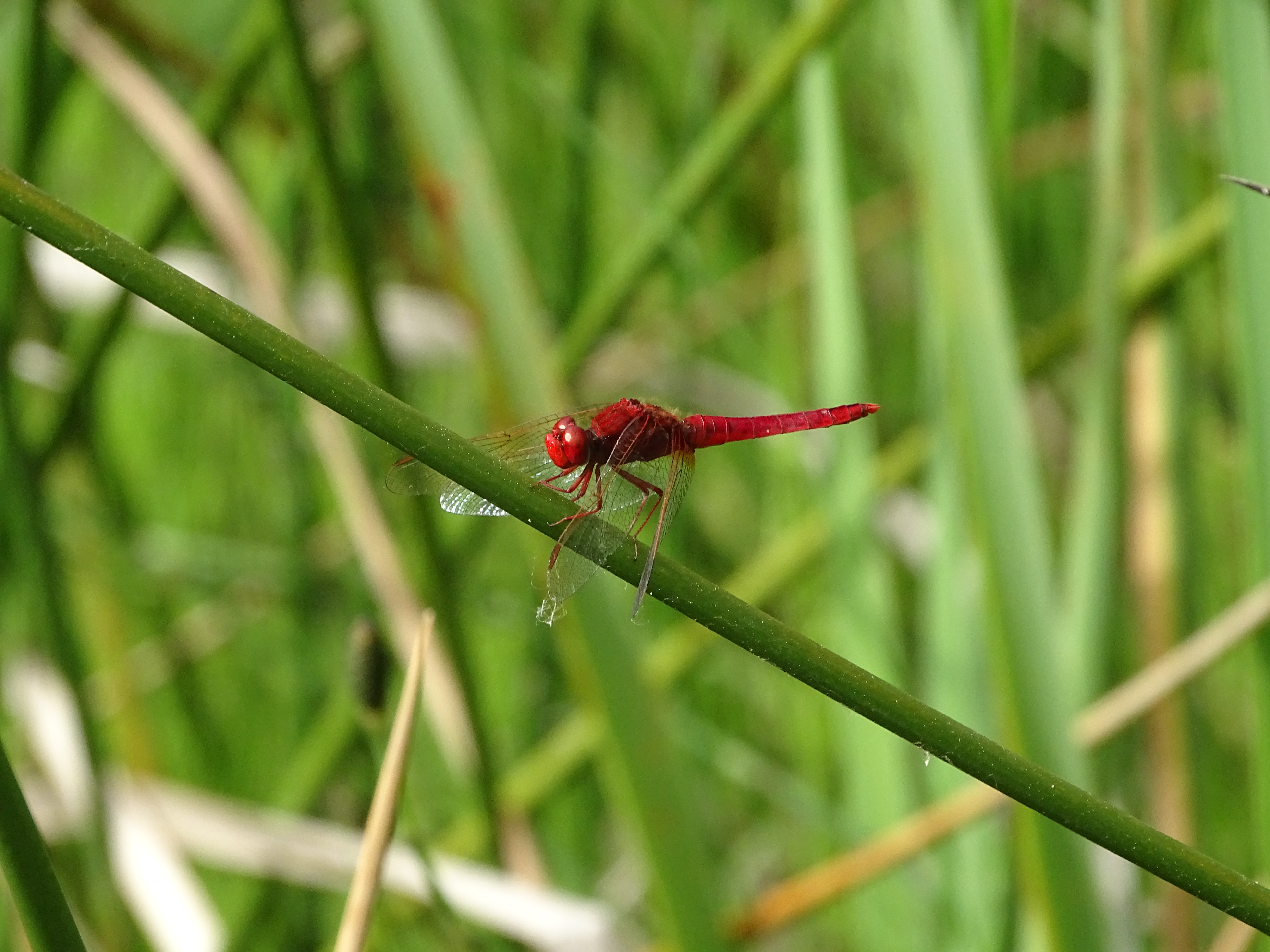
Crocothemis erythraea mâle posé sur une tige

Crocothemis erythraea, la Libellule écarlate ou Crocothémis écarlate, est une espèce d'insectes odonates anisoptères de la famille des libellulidés.

## Distribution
Espèce d'origine africaine, à vaste aire de répartition : répandue en Afrique, dans l'ouest de l'Asie et dans le sud de l'Europe mais en extension marquée vers le nord de l'Europe (apparue en Angleterre depuis 1995). Elle occupe pratiquement toute la France, le Benelux sauf le nord de la Hollande, l'Allemagne (sauf le nord), l'Europe de l'Est jusqu'à la mer Noire, la Turquie.

## Caractéristiques
- Longueur du corps : 36 à 45 mm.
- Son abdomen est plat et large.
- Les ailes postérieures sont ambrées à la base.
- Chez les libellules écarlates adultes, la tête, les yeux, le thorax et l'abdomen du mâle sont rouge vif sans trace noire sur le dessus[1]; chez la femelle, tout le corps et les yeux sont brun jaune avec, au milieu du thorax, une bande dorsale longitudinale claire. Le dimorphisme sexuel est donc prononcé.
- Les libellules écarlates immatures ressemblent à la femelle adulte (il arrive cependant que des femelles adultes prennent l'aspect du mâle).

femelle
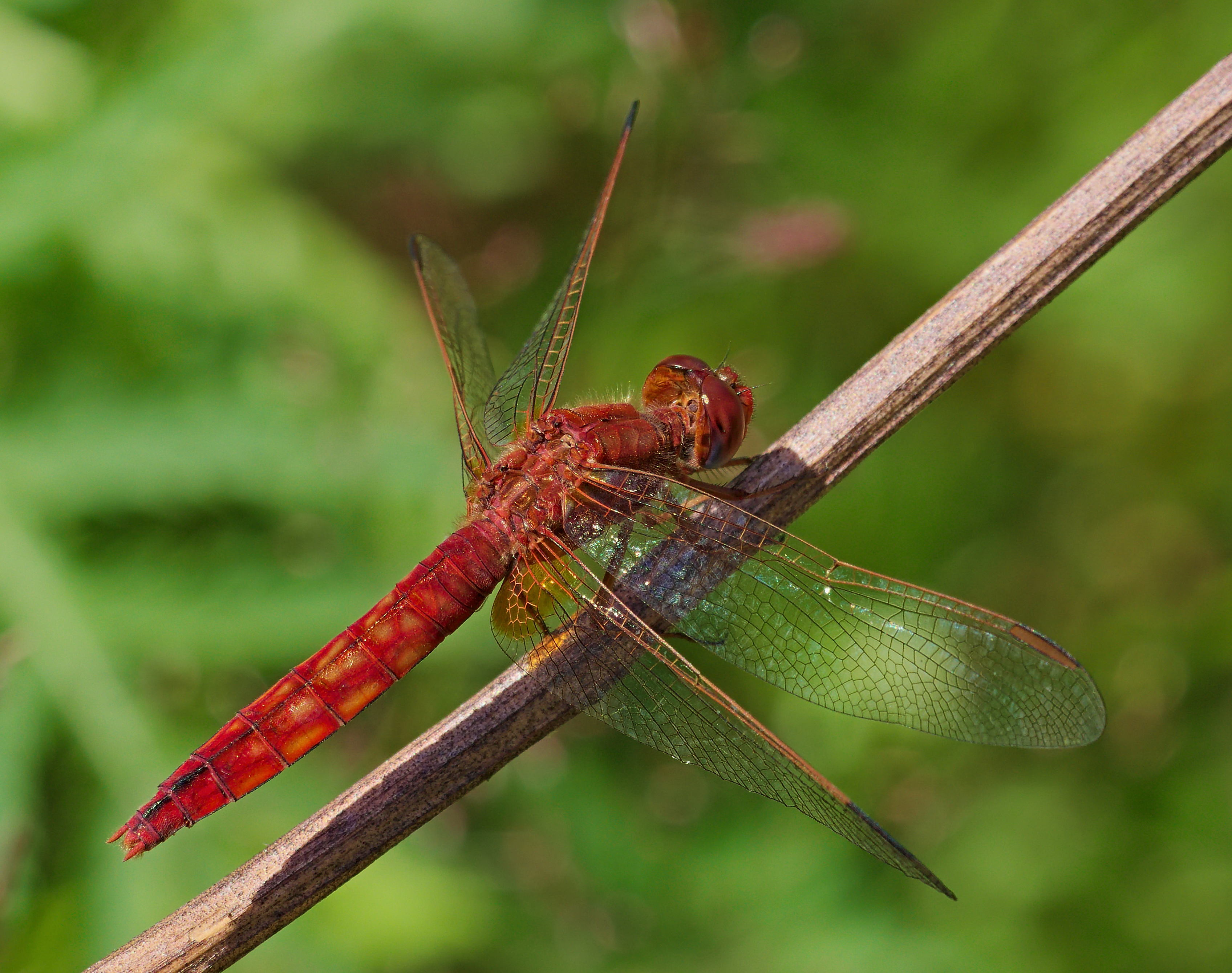
Crocothemis erythraea femelle à Viernheim, Allemagne. Juin 2017.
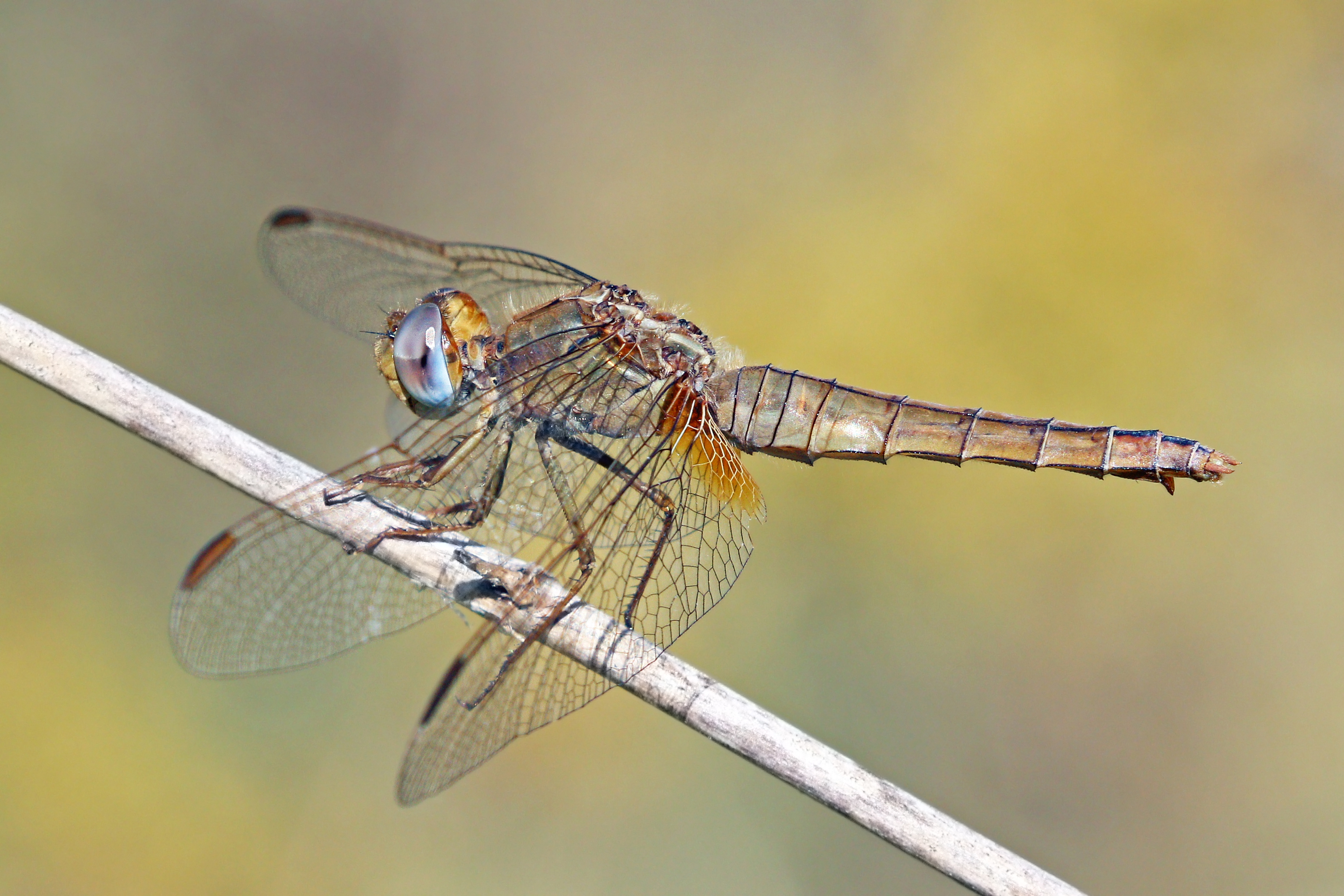
Crocothemis erythraea femelle en Bulgarie. Juillet 2017.
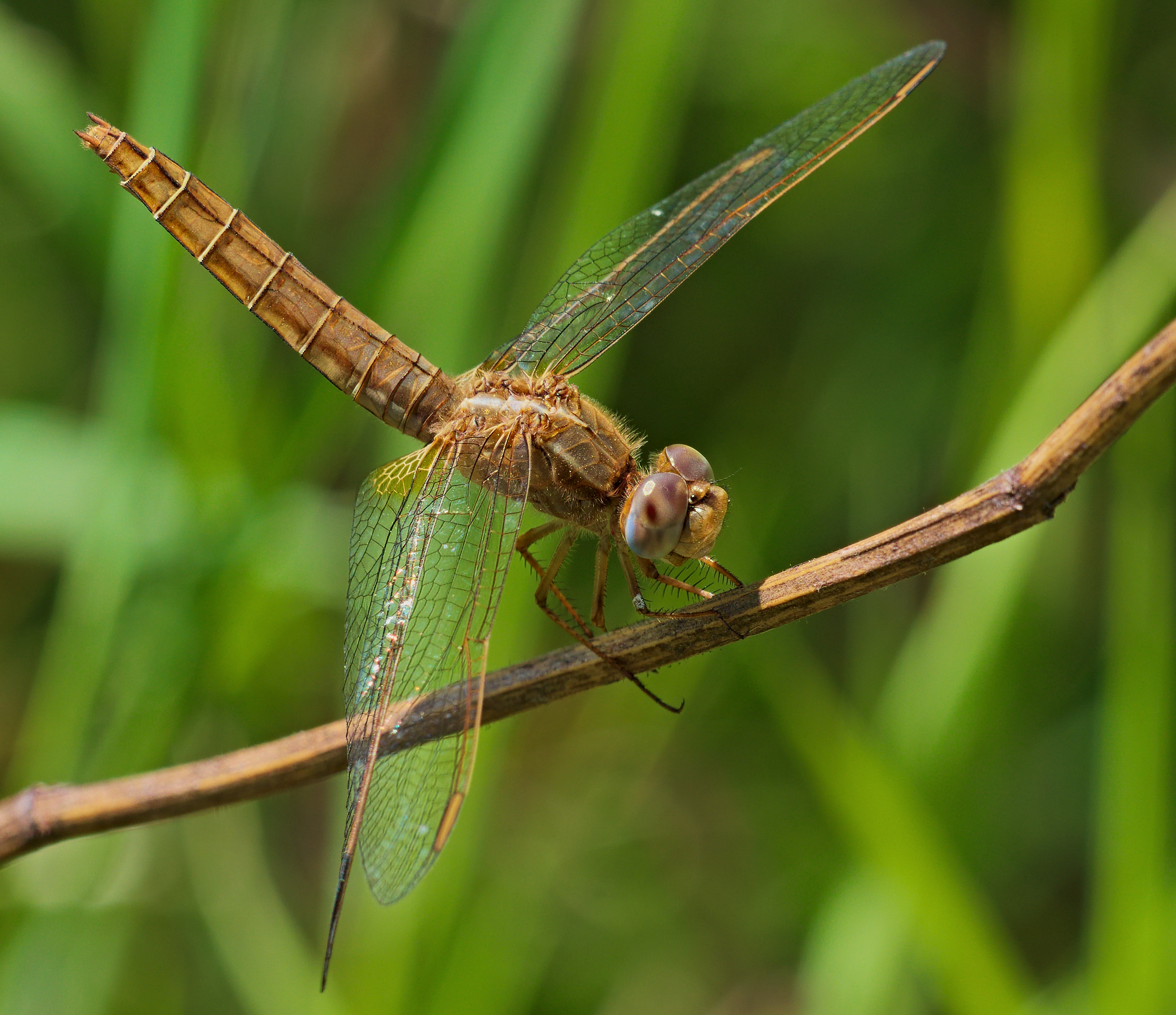
À Viernheim, Allemagne. Juin 2017.

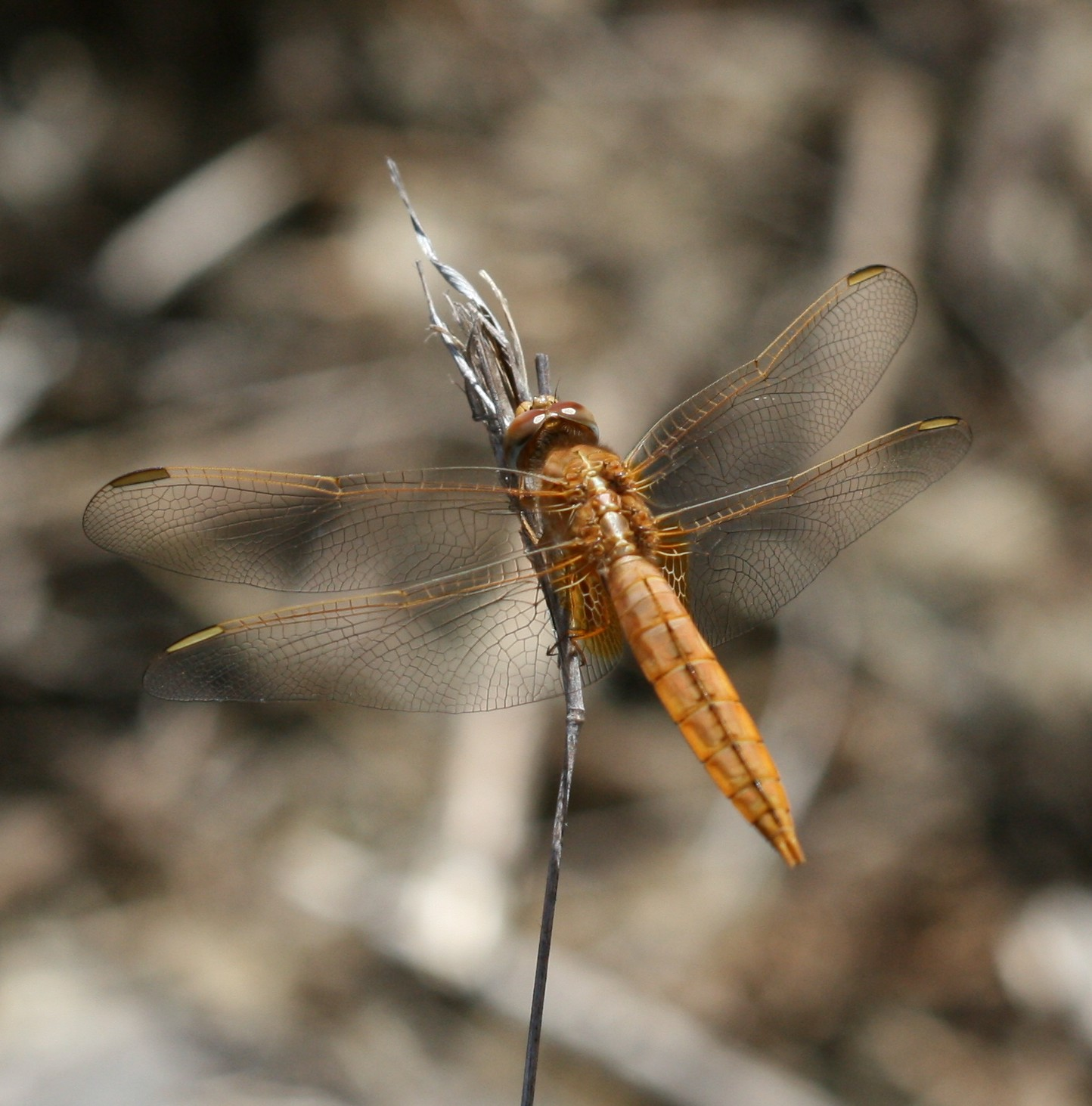
Crocothemis erythraea - mâle immature
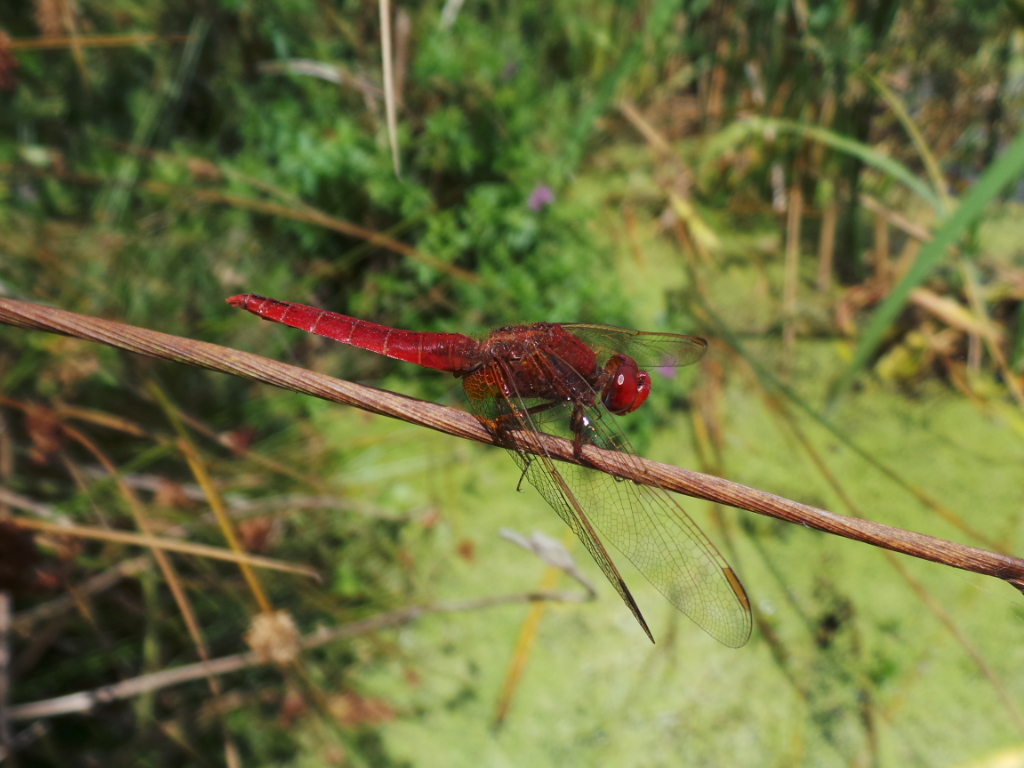
Libellule écarlate
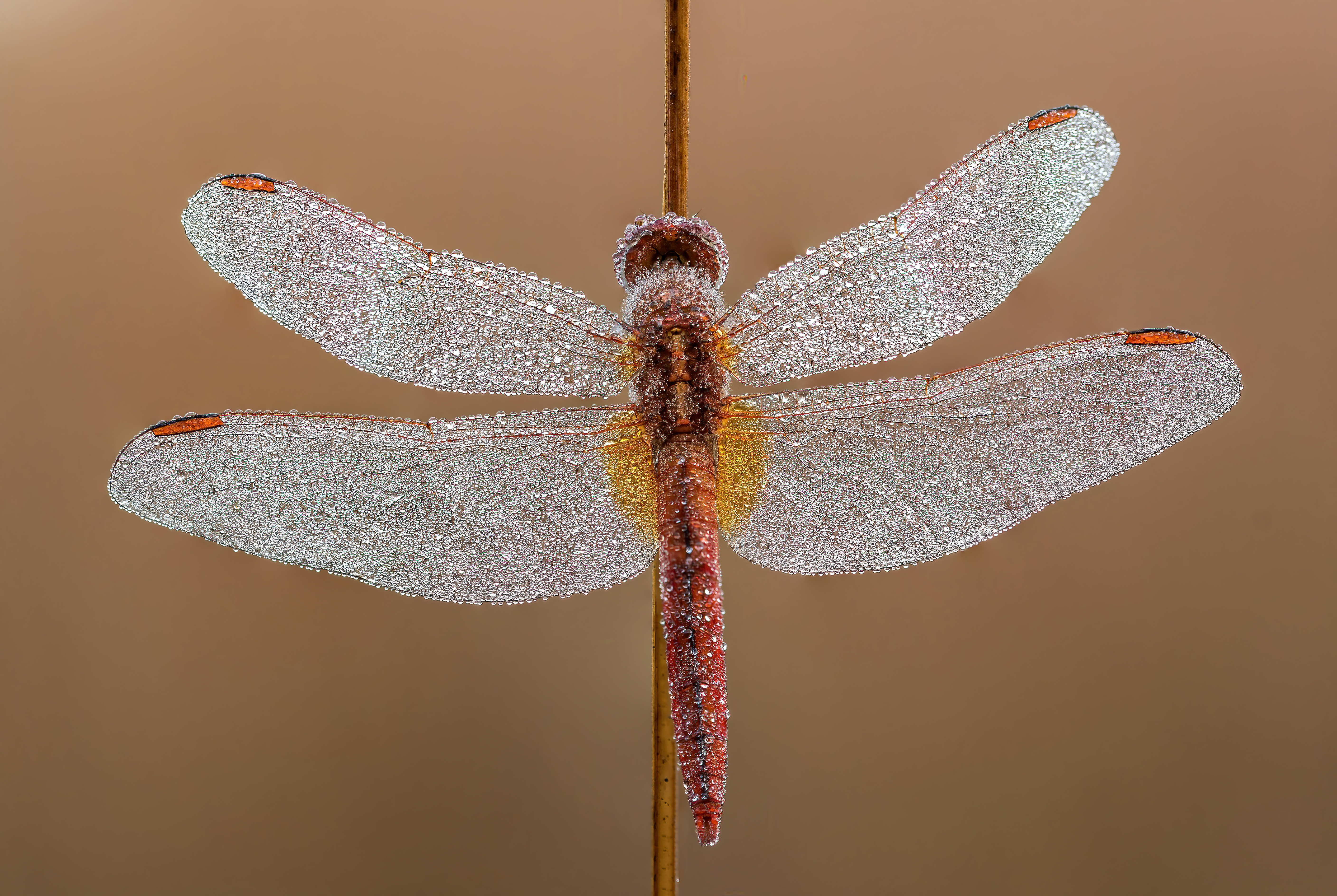
Crocothemis erythraea mâle tôt le matin dans le Parc national de Chitawan au Népal. Décembre 2019.

## Biologie
Les adultes, visibles de juin à mi-septembre dans leur aire nord, et de mars à octobre dans les régions méditerranéennes, volent très rapidement, se perchent souvent au sommet de la végétation (sur des tiges dénudées) ou sur le sol ensoleillé, les ailes étalées à l'horizontale. Les mâles agressifs, chassent les concurrents.
Ces libellules fréquentent les eaux stagnantes, les rizières dans le sud de leur aire, les étangs peu profonds, riches en végétation, abrités et bien exposés au soleil dans le nord.